# ساری‌کوناک (قره‌عیسی‌لی)
ساری‌کوناک (به ترکی استانبولی: Sarıkonak) یک منطقهٔ مسکونی در ترکیه است که در کارایسالی واقع شده‌است.